# Propan
Propan je plin iz skupine ugljikovodika, alkana, koji u svojoj strukturi ima 3 ugljikova atoma. Kemijska formula mu je C3H8. Najčešće se pri transportu koristi kao tekućina pod visokim pritiskom. Dobiva se iz nafte ili zemnog plina. Koristi se kao gorivo, za varenje, roštilje, centralno grijanje itd. 

## Svojstva i reakcije
Propan je teži od zraka (1,5 puta gušći). U krutom stanju, propan tone na dno. Tekući propan će pri atmosferskom tlaku ispariti u obliku pare.
Propan je neotrovan plin, ali ako se zloupotrijebi kao inhalant uzrokuje blagi rizik od gušenja zbog manjka kisika. Izgaranje propana je mnogo čišće od izgaranja benzina, ali ne toliko čisto kao izgaranje prirodnog plina. Gorenjem propana se proizvodi energije od 50 MJ/kg.
Reakcija gorenja kod propana je slična drugim alkanima. U prisutnosti kisika gori pri čemu nastaju voda i ugljični dioksid.
C3H8 + 5 O2 → 3 CO2 + 4 H2O + toplina
Propan + Kisik→ Ugljični dioksid + Voda
U nedovoljnoj prisutnosti kisika, nepotpunim izgaranjem propana nastaju voda, ugljični monoksid, ugljični dioksid i ugljik.
C3H8 + 3.5 O2 →  CO2 + CO + C + 4 H2O + toplina
Propan + Kisik→ Ugljični dioksid + Ugljični monoksid + Ugljik+ Voda